# 2149 Schwambraniya
2149 Schwambraniya eller 1977 FX är en asteroid i huvudbältet som upptäcktes den 22 mars 1977 av den rysk-sovjetiske astronomen Nikolaj Tjernych vid Krims astrofysiska observatorium på Krim. Den har fått sitt namn efter det fiktiva landet Schwambraniya i The Black Book and Schwambrania av Lev Kassil.
Asteroiden har en diameter på ungefär 11 kilometer.